# مير نوتبنده بن إبراهيم اللاشاري
المير نوتبنده نوتبنده بن إبراهيم اللاشاري  (القرن الخامس عشر الميلادي) هو زعيم قبلي بارز من أعلام البلوش في مكران. جمع بين سمو النسب القرشي الهاشمي العباسي المتصل بالخليفة هارون الرشيد وهيبة القيادة التي جعلته أحد أعمدة حلف اللاشار. 
وصفته الروايات البلوشية والوثائق البريطانية بألقاب مثل «حاتم الطائي البلوش» و«ناثر الذهب»، وهي ألقاب رسخت صورته في الذاكرة الشعبية رمزًا للكرم والشجاعة والفروسية. 
امتد إرثه السياسي والاجتماعي عبر ابنه المير غهرام وأحفاده الذين لعبوا أدوارًا محورية في التاريخ البلوشي لقرون تالية.

## ملامح الشخصية والمكانة
وُصف المير نودبنده في الروايات البلوشية بأنه ‘’‘حاتم الطائي البلوش’’’، و’’‘مبعثر الذهب’’’ (The Gold-Scatterer)، وهي ألقاب جاءت من قصص واقعية تناقلها الرواة والأشعار، منها تبرعه في إحدى سنوات حياته بكل ما يملك، حتى لم يُبقِ لنفسه شيئًا. في الوثائق الإنجليزية وُصف بأنه “The Typical Generous Man”، أي الرجل الكريم النموذجي الذي يبذل بلا مقابل.

## دوره في الحقبة الأولى
في زمن الانقسامات والتحالفات القبلية، كان المير نودبنده صوتًا مسموعًا بين زعماء حلف اللاشار، يحل النزاعات، ويحمي الضعفاء، ويؤوي الدخيل، ويقف سدًّا أمام أي اعتداء على الحلفاء. ارتبط اسمه بفرسه الشهيرة ‘’‘فُل’’’ (Phul)، التي رافقته في أسفاره ومعاركه، وصارت رمزًا للقوة والوفاء في الروايات الشعبية.

## ابنه الزعيم المير غهرام(كواهرام)
ورث ‘’‘المير غهرام بن نودبنده’’’ إرث والده السياسي والعسكري، فكان زعيم اللاشاريين وأحد المحاور الرئيسة في تاريخ البلوش. عُرف بحنكته في إدارة التحالفات القبلية ومهارته في مواجهة الخصوم.

## النسب
يتصل نسب المير نودبنده بسلسلة نسب هاشمية قرشية موثقة وصولًا إلى هارون الرشيد.

## الأبناء
- المير نوت بن نوتبنده
- المير غهرام (كواهرام )بن نوتبنده
- المير شاهو بن نوتبنده

## أحفاده وبطولاتهم
من خلال حفيده ‘’‘المير حسن بن مير نوت’’’ انحدرت طائفة الكركيج، تفرع نسلٌ جمع بين المجد العسكري والسياسي:
- ‘’‘المير بكر بن حسن الرند’’’: أمير ملتان.
- ‘’‘المير دودا بن حسن كركيج’’’: الملقب بـأبو الجيرة، كرّس حياته لترسيخ مبدأ الجيرة البلوشية.
- ‘’‘المير بالنج بن حسن كركيج’’’: الملقب بـأمير الثأر.
- ‘’‘المير مير بكر بن مير غهرام ( كواهرام) ذائع الصيت’’’
- ‘’‘المير رامين بن مير غهرام (كواهرام) ’’’
- كما ضم النسب أبناء آخرين بارزين مثل المير ناصر، والمير إسماعيل، والمير إبراهيم، والمير نقدي، والمير ميرزا بن مير حسن بن مير نوتبنده.

## القبائل والأسر المنحدرة منه
ينتسب إليه عدد من القبائل والأسر البلوشية البارزة، منها: قبيلة الكركيج، غهرام زئي، حسن زئي، إسماعيل زئي.

## الإرث والرمزية
لقد خلد الفلكلور البلوشي مير نودبندغ لا باعتباره زعيمًا من اللاشاريين فحسب، بل كنموذجٍ خالدٍ للكرم والإيثار. فقد صُوِّر في Popular Poetry of the Baloches وهو يعطي حتى آخر ما يملك، لا يردّ سائلًا ولا يلتفت إلى ملامة اللائمين، حتى باتت ثروته الحقيقية في عطائه للفقراء وطلاب العلم والمجاهدين في سبيل الله. وعندما عاتبه قومه على تفريطه في المال، جاءه الجزاء من عند الله في صورة جملٍ محمَّلٍ بالأثواب المعطّرة، ليؤكد أن من بذل نفسه وماله عوّضه الله بخيرٍ أعظم.

## صور

كتاب Baloch Folklore (1891) الذي وثّق ألقاب المير نودبنده.

```
.
```

## مطالعة إضافية
- Dames, Mansel Longworth (1907). Popular Poetry of the Baloches (بالإنجليزية). London: Royal Asiatic Society. Vol. 1.